# Wadi al-Dhahab (provins)
Wadi al-Dhahab (arabiska: إقليم وادي الذهب, franska: Oued Ed-Dahab) är en av Marocko definierad provins i regionen al-Dakhla-Wadi al-Dhahab, mestadels i den marockanskkontrollerade delen av det omstridda området Västsahara. Marocko räknar också en del av det SADR-kontrollerade området till provinsen. Antalet invånare i den marockanskkontrollerade delen var 126 765 vid folkräkningen 2014.